# Catacombe di Commodilla
Le catacombe di Commodilla sono delle catacombe di Roma, poste in via delle Sette Chiese, non molto lontano dalla via Ostiense, nel quartiere Ostiense.

## Toponimo
Il nome, come per la maggior parte delle catacombe romane, trae origine dalla fondatrice o dalla donatrice del terreno su cui sorse il complesso cimiteriale ipogeo, il quale era conosciuto anche col nome dei due principali martiri ivi sepolti, Felice e Adautto.

## Topografia
Il cimitero sotterraneo si sviluppa su tre livelli. Il livello più antico e più interessante dal punto di vista archeologico è quello mediano, ricavato in un'antica cava di pozzolana, riutilizzata a scopi funerari: è in questo livello che si trovano le sepolture dei martiri, in una piccola basilica ipogea, ed è da questo livello che si è sviluppato il resto delle catacombe.
Nel sopraterra non esistono monumenti, o resti di essi, in qualche modo connessi con le catacombe.

## Storia
L'analisi dei manufatti scoperti nell'ipogeo portano a datare le catacombe dopo la metà del IV secolo, mentre altre caratteristiche la fanno risalire agli inizi del IV secolo; inoltre la stessa passio data il martirio di Felice ed Adautto negli ultimi anni di vita dell'imperatore Diocleziano (284-305): ciò lascia supporre che la cava di pozzolana fosse utilizzata in parte come luogo di sepoltura già prima della sua chiusura e della sua trasformazione in cimitero (cioè nella seconda metà del IV secolo). Le catacombe furono utilizzate per le sepolture non oltre la fine del IV secolo. Nel V e nel VI secolo vengono utilizzate solo a scopo devozionale.
In seguito, come accadde per gli altri cimiteri sotterranei cristiani, essa fu trasformata in un luogo di culto martiriale: lavori di restauro alla basilica ipogea furono eseguiti da diversi papi fino al IX secolo, segno che ancora a quell'epoca le catacombe erano luogo di pellegrinaggio di devoti cristiani. Vi sono state rinvenute anche monete con l'effigie di papa Gregorio IV (827-844): papa Leone IV (847-855) infine donò le reliquie dei martiri Felice ed Adautto alla moglie dell'imperatore Lotario. In seguito le catacombe vennero abbandonate e caddero nell'oblio.
Fu scoperta nel 1595 dall'archeologo Antonio Bosio, ma il primo ad identificarla come quella di Commodilla fu, nell'Ottocento, Giovanni Battista de Rossi. Campagne di restauro furono eseguite all'inizio del XX secolo e portarono allo scavo completo del secondo livello cimiteriale (l'antica cava di pozzolana).

## I martiri di Commodilla
Come tutte le catacombe romane, anche in quella di Commodilla si ricordano diversi martiri. In primo luogo Felice ed Adautto: il carme redatto da papa Damaso, andato perduto, ma di cui si conserva una copia in una raccolta di iscrizioni altomedievali, informa che questi due martiri erano fratelli ed entrambi presbiteri. La passio leggendaria del VII secolo narra che, durante il martirio di Felice, condannato a morte nei primi anni del IV secolo, uno sconosciuto uscì dalla folla e, confessando di essere cristiano, chiese di morire con Felice: di lui non si conosceva il nome, per cui passò alla storia col nome di l'aggiunto (adauctus in latino). Di questi due santi è stata trovata, nelle catacombe, il luogo della deposizione.
Nelle catacombe di Commodilla, secondo la tradizione, si venerano altri quattro santi:
- una santa di nome Merita, il cui nome si legge in un affresco vicino al luogo di sepoltura di Felice e Adautto (ma gli archeologici non sono tutti unanimi in questa identificazione); le fonti liturgiche inoltre non dicono nulla di questa presunta santa, mentre parlano di
- due sorelle martiri, Degna e Merita, uccise sotto l'imperatore Valeriano (253-260) e sepolte in Commodilla; di Degna non è stata trovata alcuna traccia nelle catacombe;
- il Martirologio geronimiano, alla data del 29 agosto, accanto a Felice ed Adautto, nomina una certa Gaudenzia, di cui non sono state trovate tracce nelle catacombe;
- infine le guide per pellegrini dell'alto medioevo parlano di un altro martire, Nemesio, che però non è menzionato da nessun altro documento.

## Descrizione
Una particolarità delle catacombe di Commodilla, che le distingue dalle altre catacombe romane, è la presenza di sepolture dette a pozzo: si tratta di fosse profonde, ove si contano fino a 20 loculi disposti nelle pareti e sovrapposti l'uno all'altro. Una simile disposizione è riscontrabile solo nelle vicine catacombe di santa Tecla. Inoltre, rispetto ad altri cimiteri ipogei, Commodilla si caratterizza per un'estrema povertà architettonica, epigrafica e iconografica: sono rari, per esempio, cubicoli ed arcosoli, e spesso le iscrizioni marmoree contengono errori di ortografia.

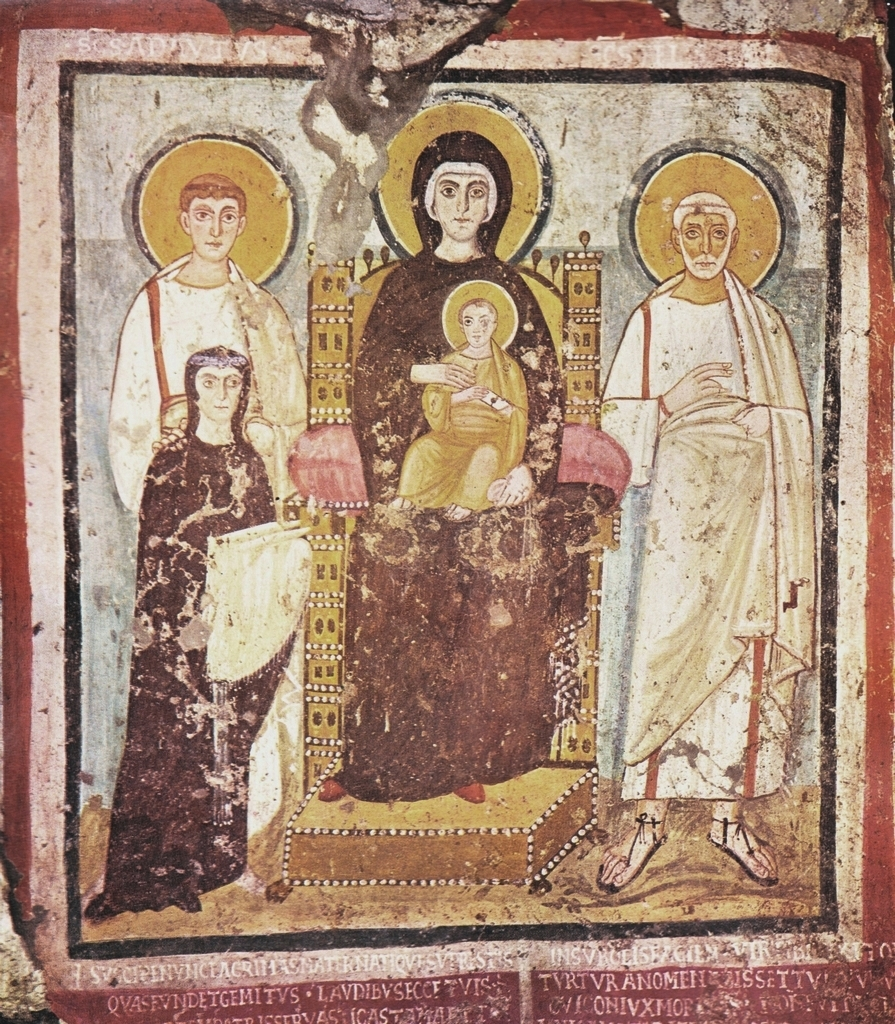
Affresco con La Vergine Nikopoia, i Santi Felice e Adaucto e la donatrice Turtura

Di una certa rilevanza artistica, è la piccola basilica sotterranea dedica ai santi Felice e Adautto; essa fu ricavata, durante il pontificato di Giovanni I (523-526), adattando parte dell'antica cava di pozzolana (al secondo livello), che fu chiusa ed allargata per le esigenze di culto. In questa basilica ipogea gli archeologici hanno identificato il luogo di sepoltura dei due santi in due loculi sovrapposti, che sottostanno ad un affresco che li raffigura.
Nella basilica inoltre si possono ammirare:
- la cosiddetta tomba di Turtura (metà del VI secolo): si tratta di una donna la cui morte e sepoltura viene ricordata dal proprio figlio con una tomba arricchita da un affresco; l'affresco raffigura la Madonna, con in braccio il bambino Gesù, seduta su uno scranno d'oro; accanto, le figure dei due santi Felice e Adautto e di Turtura; l'affresco è accompagnato da un'epigrafe, che recita: “Il tuo nome è Turtura, e tu effettivamente fosti una vera tortora”;
- l'affresco di san Luca, risalente alla seconda metà del VII secolo, in cui il santo è raffigurato con i ferri del mestiere: infatti ha con sé una piccola borsa con gli strumenti da chirurgo;
- l'affresco della consegna delle chiavi a Pietro (VI secolo): esso raffigura Cristo seduto su un globo mentre consegna le chiavi a Pietro; accanto figure di santi, ognuna col proprio nome dipinto: Adautto, Merita, l'apostolo Paolo, Felice, Stefano protomartire

Di notevole pregio artistico e di alto valore simbolico è il cosiddetto cubicolo di Leone, ufficiale romano prefetto dell'annona (seconda metà del IV secolo), che commissionò la cripta per sé e la sua famiglia: essa è completamente dipinta con scene bibliche. Il cubicolo di Leone è al centro della regione delle catacombe, che porta lo stesso nome, scoperta nel 1953.

## L'iscrizione graffita
Nella catacomba è presente un'iscrizione graffita in lingua volgare, la cui datazione è dubbia (tra il VI-VII secolo e la metà del IX). È la più antica attestazione di uno scritto in volgare e si trova in una cripta dedicata al culto dei santi Felice e Adautto.
(Testo originale in volgare)
(Traduzione in italiano corrente)
Questa iscrizione ricordava al celebrante di non recitare a voce alta quelle preghiere della messa, dette secrete, i cosiddetti mysteria secondo la formula greco-latina, che secondo la liturgia devono essere pronunciate a bassa voce in quanto parole sacre dirette esclusivamente a Dio e non all'assemblea.
Dal punto di vista linguistico si nota l'uso della forma dell'imperativo negativo non dicere che deriva dal classico noli dicere (l'alternativa è ne dicas o ne dixeris, con il congiuntivo esortativo), mentre dicere si è conservato anche come forma volgare per tutto il Medioevo.
Il pronome ille assume qui valore di articolo femminile plurale, mentre secrita deriva dal classico neutro plurale secreta; a bboce, dal latino ad vocem, presenta la caduta delle consonanti finali, un raddoppiamento fonosintattico e un betacismo, cioè la trasformazione della v in b.